# Иджеванатун

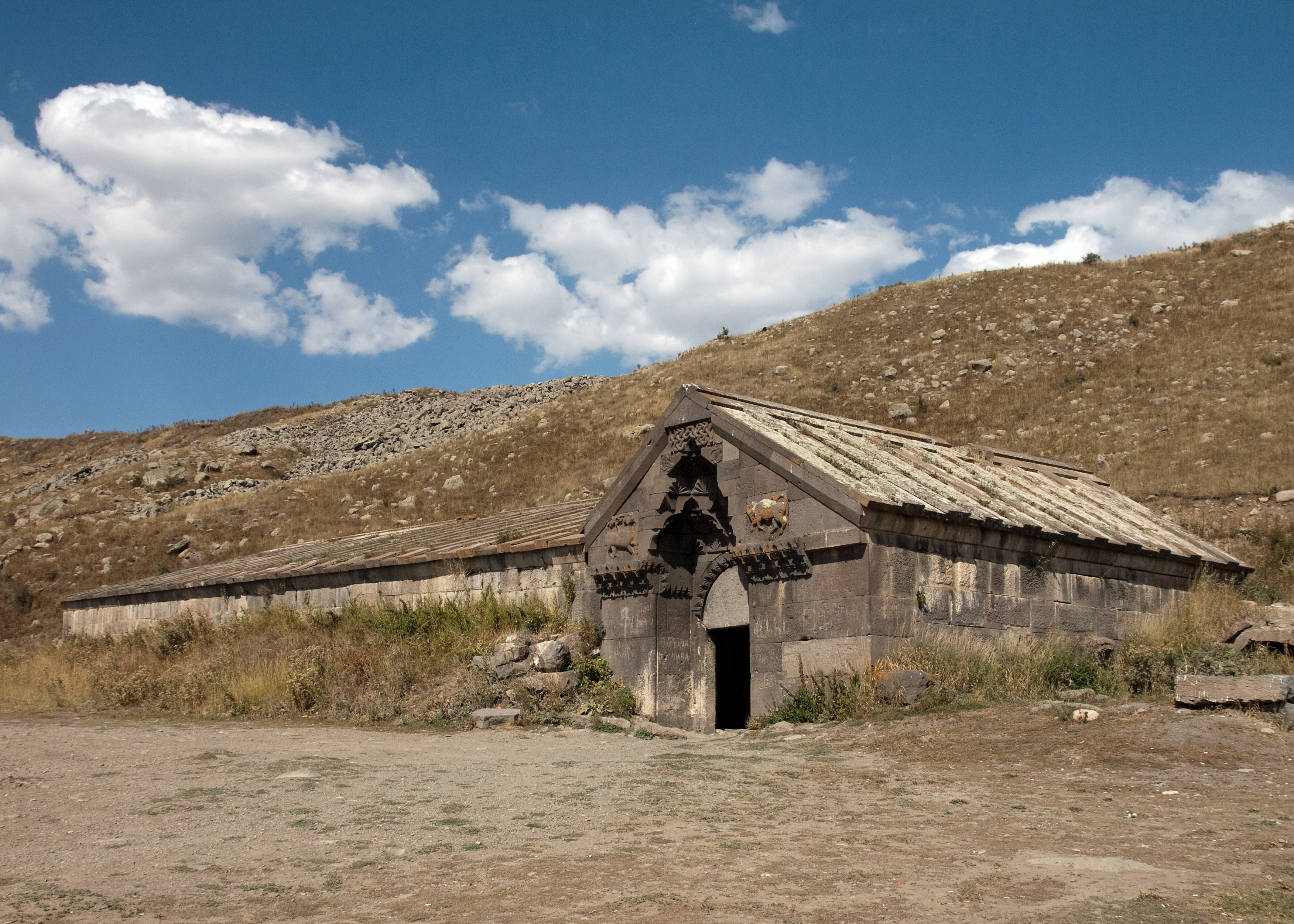
Селимский иджеванатун

Иджевана́тун (арм. Իջևանատուն) — тип постоялых дворов в Древней и Средневековой Армении.
Территория Армении с давних пор была покрыта сетью самых разнообразных путей от вьючных троп местного значения до больших благоустроенных трактов, по которым шла оживлённая торговля между крупнейшими переднеазиатскими центрами. Многочисленные караваны, следовавшие по этим трактам, нуждались в безопасной стоянке и удобной переправе через реки.
Иджеванатуны строились на караванных путях, часто в стороне от селений. В них торговый люд задерживался недолго (в отличие от ханабаров, где приехавший купец предпочитал не ютиться в общежитии, а иметь свою отдельную комнату), располагаясь только на ночлег или укрываясь от непогоды, а иногда и от нападающих на обозы грабителей. Постоялец мог обойтись без отдельной комнаты — ему было нужнее удобно и безопасно разместить своё имущество и животных, вследствие чего иджеванатуны по своей структуре заметно отличаются от городских гостиниц в Армении того же периода.
В качестве примера придорожных иджеванатунов можно привести сходные между собой в отдельных подробностях и даже размерах разрушенные постройки около Зора, в Аруче и Талине, а также лучше сохранившийся иджеванатун Орбелянов на Селимском перевале.
На территории Республики Армения остатки иджеванатунов сохранились в небольшом количестве мест. Как свидетельствует В. Арутюнян, среди сохранившихся построек можно отметить Селимский, Талишский, Талинский, Яйджийский, Джрапский, Агкендский, Агвана-Дзорский и другие иджеванатунты.
Как пишет В. М. Арутюнян:

Внимательно изучение архитектуры иджеванатунов показывает, что наши средневековые зодчие, оставаясь верными своему здоровому строительному методу, смогли разработать своеобразный тип зданий, которые прекрасно сочетали функциональные задачи с архитектурно-конструктивными решениями.
С точки зрения архитектурного искусства и исторически важного значения сохранившиеся в различных частях Советской Армении иджеванатуны представляют для нас большой интерес.
Размер и состав иджеванатунов был тесно связан с проходимостью торговой дороги и значением населённого пункта. На крупных узлах строились большие иджеванатуны (Талинский, Карвансарский, Зорский), которые, судя по всему, являлись не только иджеванатунами, но одновременно также были и место заключения торговых сделок и проведения ярмарок. Помимо необходимых удобств для постояльцев, иджеванатуны такого рода имели также большие, обнесённые стеной дворы, которые скорее всего служили для вышеотмеченной цели. Большие иджеванатуны имели 2-3 широких зала для постояльцев, которые пребывали здесь вместе со своими грузовыми животными. Были иджеванатуны, где были отдельные комнаты для людей.
Залы иджеванатунов представляли из себя обширные сводчатые пространства, площадь которых иногда доходила до 550 м². Наподобие древних базилик, продольно расставленными двумя рядами опор большие залы, наподобие древних базилик, делились на две части. Можно также встретить иджеванатуны (Агкендский, Иджеванский), чьи зали не делились на части и имеют единое пространство.
Оригинальный текст (арм.)Իջևանատների ճարտարապետության ուշադիր ուսումնասիրությունը ցույց Է տալիս, որ մեր միջնադարյան կառուցողները հավատարիմ մնալով ստեղծագործական իրենց առողջ մեթոդին, կարողացել են մշակել շենքերի հատուկտիպ, որոնք հարազատորեն զուգակցում Էին ֆունկցիոնալ խնդիրները ճարտարապետական-կոնստրուկտիվ լուծման հետ։

Սովետական Հայաստանի տարբեր մասերում պահպանված իջևանատները մեզ համար հետաքրքրություն են ներկայացնում ճարտարապետական արվեստի տեսակետից և պատմական կարևոր նշանակություն ունեն։
Իջևանատների չափն ու կազմը սերտորեն կապված Էին առևտրական ճանապարհի բանուկության չափի և բնակավայրի կարևորության հետ։ Խոշոր հանգույցներում կառուցվում Էին մեծածավալ իջևանատներ (Թալին, Քարվան-սարա, Զոր)է որոնք ըստ երևույթին հանդիսանում Էին ,։չ միայն սոսկ իջևան աաըներ, այլ միևնույն ժամանակ շենքեր՝ որոնցում կատարվում Էր առևտրական գործարք, կազմակերպվում տոնավաճառ։ Այդ կարգի իջևանատները բացի իշևանողների համար անհրաժեշտ հարմարություններից, ունեին մեծ, պատերով ամփոփված րակեր, որոնք և ամենայն հավանականությամբ ծառայում Էին վերը նշված նպատակին։ Մեծ իջևանատներն ունեին 2—3 ընդարձակ սրահներ իշևանողների համար, որոնք այստեղ ժամանակավորապես պատըսպարվում Էին գրաստների հետ միասին։ Կային իջևանատներ, որոնցում ստեղծված Էին առանձին սենյակներ մարդկանց համար։

Իջևանատների դահլիճները իրենցից ներկայացնում Էին թաղածածկ ընդարձակ տարածություններ, երբեմն մինչև 550 քմ մեծությամբ։ Մեծ դահլիճները, հին բազիլիկաների նման երկայնական ուղղությամբ դասավորված երկու շարք մույթերով բաժանվում Էին երեք մասերի։ Կարելի Է հանդիպել նաև իջևանատների (Աղքենդ, Իջևան), որոնց դահլիճները չեն բաժանվում մասերի և միասնական տարածություն ունեն։